# Cubnara
Cubnara är ett släkte av insekter. Cubnara ingår i familjen dvärgstritar.
Kladogram enligt Catalogue of Life:
| Cubnara | \| \| Cubnara currax \| \| \| \| \| \| Cubnara gemmata \| \| \| \| \| \| Cubnara lyrata \| \| \| \| \| \| Cubnara monippalliensis \| \| \| \| \| \| Cubnara pattambiensis \| \| \| \| |
|         | \| \| Cubnara currax \| \| \| \| \| \| Cubnara gemmata \| \| \| \| \| \| Cubnara lyrata \| \| \| \| \| \| Cubnara monippalliensis \| \| \| \| \| \| Cubnara pattambiensis \| \| \| \| |
|         | Cubnara currax |
|         | |
|         | Cubnara gemmata |
|         | |
|         | Cubnara lyrata |
|         | |
|         | Cubnara monippalliensis |
|         | |
|         | Cubnara pattambiensis |
|         | |